# C. C. MacApp
C. C. MacApp (eigentlich Carroll Mather Capps; geboren am 27. November 1913 in den Vereinigten Staaten; gestorben am 15. Januar 1971 in Kalifornien) war ein amerikanischer Science-Fiction-Autor und Schachspieler.

## Leben
Capps arbeitete in der Druckindustrie, bis eine Erkrankung ihn in seinen 40ern zwang, den Beruf aufzugeben und er sich fortan dem Schreiben von Science-Fiction widmete, wobei er fast durchgängig das Pseudonym „C. C. MacApp“ verwendete. Eine erste Kurzgeschichte A Pride of Islands erschien 1960 im Magazin If, knapp 40 weitere folgten, darunter der Zyklus der Gree-Geschichten, in dem der Protagonist Steve Duke gegen das galaktische Imperium der Gree kämpft. MacApps Science-Fiction ist vorwiegend actionbetonte Space Opera mit Schwächen in der Charakterzeichnung.
Seine Erzählung The Mercurymen war 1966 für den Nebula Award nominiert. Ab 1968 schrieb er eine Reihe von Romanen, die zum Großteil auch ins Deutsche übersetzt wurden.
Capps war Präsident der San Francisco Bay Area Chess League, Mitglied des Mechanics’ Institute Chess Club und mehrfacher Meister in San Francisco und Nordkalifornien. Zur Ehrung seines Andenkens veranstaltet der Mechanics’ Institute Chess Club jährlich das Carroll Capps Memorial-Turnier.
Capps starb 1971 im Alter von 57 Jahren.

## Bibliografie
Gree (Kurzgeschichtenserie)
- The Slaves of Gree (1964)
- Gree’s Commandos (1965)
- Gree’s Hellcats (1965)
- No Friend of Gree (1965)
- Gree’s Damned Ones (1965)
- Like Any World of Gree (1966)
- Enemies of Gree (1966)
- The Sign of Gree (1966)
- A Beachhead for Gree (1967)

Romane
- Omha Abides (1968)
  - Deutsch: Murno, der Befreier. Übersetzt von Rosina Labisch. Bastei Lübbe #21039, 1973, ISBN 3-404-09911-7.
- Prisoners of the Sky (1969)
  - Deutsch: Gefangene der Galaxis. Übersetzt von Horst Pukallus. Bastei Lübbe #21068, 1975, ISBN 3-404-00289-X.
- Secret of the Sunless World (1969)
  - Deutsch: Die Dunkelwelt. Übersetzt von Horst Pukallus. Bastei Lübbe #21057, 1974, ISBN 3-404-04944-6.
- Worlds of the Wall (1969)
- Recall Not Earth (1970)
  - Deutsch: Söldner einer toten Welt. Übersetzt von Monika Curths. Ullstein 2000 #48 (2968), 1973, ISBN 3-548-12968-4.
- Subb (1971)
  - Deutsch: Das Rätsel der Subbs. Übersetzt von Rosemarie Ott. Bastei Lübbe #21047, 1974, ISBN 3-404-09986-9.
- Bumsider (1972)
  - Deutsch: Die Verbannten von Outside. Übersetzt von Michael Kubiak. Bastei Lübbe #21050, 1974, ISBN 3-404-04906-3.

Sammlung
- Somewhere in Space and Other Stories: The Best of C. C. MacApp Volume 1 (2014)

Kurzgeschichten
- A Pride of Islands (1960)
- Tulan (1960)
- The Drug (1961)
- Specimen (1961)
- All That Earthly Remains (1962)
- A Guest of Ganymede (1963)
- The Demon of the North (1963)
- And All the Earth a Grave (1963)
- Somewhere in Space (1964)
- Under the Gaddyl (1964)
- For Every Action (1964)
  - Deutsch: Strandgut im All. In: Science-Fiction-Stories 55. Ullstein 2000 #105 (3195), 1975, ISBN 3-548-03195-1.
- Beyond the Ebon Wall (1964)
- A Flask of Fine Arcturan (1965)
  - Deutsch: Bleistifte für Arkturus. In: Walter Ernsting, Thomas Schlück (Hrsg.): Galaxy 13. Heyne SF&F #3155, 1969.
- Sculptor (1965)
- The Light Outside (1965)
- The Mercurymen (1965)
- Prisoners of the Sky (1966)
- Trees Like Torches (1966)
- Frost Planet (1966)
- The Impersonators (1967)
- Spare That Tree (1967)
- A Ticket to Zenner (1967)
- The Fortunes of Peace (1967)
  - Deutsch: Die Segnungen des Friedens. In: Walter Spiegl (Hrsg.): Science-Fiction-Stories 79. Ullstein Science Fiction & Fantasy #31008, 1979, ISBN 3-548-31008-7.
- The Judas Bug (1967, als Carroll M. Capps)
- Winter of the Llangs (1967)
- Mail Drop (1967)
- When Sea is Born Again (1967)
- Where the Subbs Go (1968)
- The Hides of Marrech (1968)
- Dream Street (1968)
- Mad Ship (1969)
- Hot World (1971)
  - Deutsch: Wüstenkolonie. In: Walter Spiegl (Hrsg.): Science-Fiction-Stories 82. Ullstein Science Fiction & Fantasy #31015, 1980, ISBN 3-548-31015-X.